# Куба на летних Паралимпийских играх 2012
Куба на летних Паралимпийских играх 2012 была представлена 23 спортсменами (18 мужчин и 5 женщин) в шести видах спорта: легкой атлетике, пауэрлифтинге, велоспорте, стрельбе и плавании и дзюдо. По итогам Игр кубинские атлеты завоевали 9 золотых, 5 серебряных и 3 бронзовых медали, расположившись на 15 месте в общекомандном медальном зачёте.

## Медалисты
| Золото  |                           |                                                            |                 |
| №       | Спортсмены                | Вид спорта (дисциплина)                                    | Дата            |
| 1       | Далидаивис Родригес Кларк | Дзюдо, до 63 кг (женщины)                                  | 31 августа 2012 |
| 2       | Луис Фелипе Гутьеррес     | Лёгкая атлетика, прыжки в длину, категория F13 (мужчины)   | 1 сентября 2012 |
| 3       | Юнидис Кастильо           | Лёгкая атлетика, 200 м, категория T46 (женщины)            | 1 сентября 2012 |
| 4       | Хорхе Ирресуэло Марсиллис | Дзюдо, до 90 кг (мужчины)                                  | 1 сентября 2012 |
| 5       | Омара Дуранд              | Лёгкая атлетика, 400 м, категория T13 (женщины)            | 3 сентября 2012 |
| 6       | Леонардо Диас             | Лёгкая атлетика, метание диска, категория F54-56 (мужчины) | 5 сентября 2012 |
| 7       | Юнидис Кастильо           | Лёгкая атлетика, 100 м, категория T46 (женщины)            | 5 сентября 2012 |
| 8       | Омара Дуранд              | Лёгкая атлетика, 100 м, категория T13 (женщины)            | 6 сентября 2012 |
| 9       | Юнидис Кастильо           | Лёгкая атлетика, 400 м, категория T46 (женщины)            | 8 сентября 2012 |
| Серебро |                           |                                                            |                 |
| №       | Спортсмены                | Вид спорта (дисциплина)                                    | Дата            |
| 1       | Анхель Хименес Кабеса     | Лёгкая атлетика, прыжки в длину, категория F13 (мужчины)   | 1 сентября 2012 |
| 2       | Луис Фелипе Гутьеррес     | Лёгкая атлетика, 100 м, категория T13 (мужчины)            | 1 сентября 2012 |
| 3       | Расьель Гонсалес Исидория | Лёгкая атлетика, 200 м, категория T46 (мужчины)            | 2 сентября 2012 |
| 4       | Лоренсо Перес Эскалона    | Плавание, 50 м вольным стилем, категория S6 (мужчины)      | 4 сентября 2012 |
| 5       | Расьель Гонсалес Исидория | Лёгкая атлетика, 100 м, категория T46 (мужчины)            | 6 сентября 2012 |
| Бронза  |                           |                                                            |                 |
| №       | Спортсмены                | Вид спорта (дисциплина)                                    | Дата            |
| 1       | Исао Крус Алонсо          | Дзюдо, до 81 кг (мужчины)                                  | 31 августа 2012 |
| 2       | Янгалини Хименес Домингес | Дзюдо, свыше 100 кг (мужчины)                              | 1 сентября 2012 |
| 3       | Лоренсо Перес Эскалона    | Плавание, 100 м вольным стилем, категория S6 (мужчины)     | 8 сентября 2012 |

## Результаты

### Велоспорт
| Спортсмен             | Дисциплина                                                          | Заезды   | Заезды | Финал     | Финал     |
| Спортсмен             | Дисциплина                                                          | Время    | Место  | Время     | Место     |
| --------------------- | ------------------------------------------------------------------- | -------- | ------ | --------- | --------- |
| Дамиан Лопес Альфонсо | Групповая шоссейная гонка, категория C4—5, мужчины                  |          |        | 1:59:33   | 12        |
| Дамиан Лопес Альфонсо | Раздельная шоссейная гонка, категория C4, мужчины                   |          |        | 38:08.77  | 13        |
| Дамиан Лопес Альфонсо | Трековые гонки, 1 км спринт, категория C4—5, мужчины                |          |        | 1:16.485  | 21        |
| Дамиан Лопес Альфонсо | Трековые гонки, индивидуальное преследование, категория C4, мужчины | 5:21.172 | 12     | Не прошёл | Не прошёл |

### Дзюдо
| Спортсмен                 | Категория             | 1/8 финала                               | 1/4 финала                              | 1/2 финала                             | 1-й утешительный раунд | Утешительные полуфиналы                 | Финал/Матч за 3 место                       |
| Спортсмен                 | Категория             | Соперник Результат                       | Соперник Результат                      | Соперник Результат                     | Соперник Результат     | Соперник Результат                      | Соперник Результат                          |
| ------------------------- | --------------------- | ---------------------------------------- | --------------------------------------- | -------------------------------------- | ---------------------- | --------------------------------------- | ------------------------------------------- |
| Исао Крус Алонсо          | Мужчины, до 81 кг     | Ровшан Сафаров (Азербайджан) W 0201-0000 | Александр Косинов (Украина) L 0020-0102 | Не прошёл                              |                        | Дэн Пауэлл (Великобритания) W 1000-0000 | Абель Васкес Кортихо (Испания) W 0102-0013  |
| Хорхе Ирресуэло Марсиллис | Мужчины, до 90 кг     | Александр Поминов (Украина) W 1010-0001  | Ганбат Дашцерен (Монголия) W 1000-0000  | Олег Крецул (Россия) W 1000-0000       |                        |                                         | Сэмуэль Инграм (Великобритания) W 0010-0000 |
| Хуан Кортада Бермудес     | Мужчины, до 100 кг    | Арамицу Китадзоно (Япония) L 0011-1000   | Не прошёл                               | Не прошёл                              | Не прошёл              | Не прошёл                               | Не прошёл                                   |
| Янгалини Хименес Домингес | Мужчины, свыше 100 кг |                                          | Тони Уолби (Канада) W010-0001           | Кэнто Масаки (Япония) L0011-0112       |                        |                                         | Хамзех Надри (Иран) W 0101-0003             |
| Далидаивис Родригес Кларк | Женщины, до 63 кг     |                                          | Наоми Соасо (Венесуэла) W 1101-0101     | Марта Арсе Пайно (Испания) W 1000-0100 |                        |                                         | Тун Чжоу (Китай) W 1000-0000                |

### Лёгкая атлетика
| Спортсмен                 | Дисциплина                               | Отбор     | Отбор | Полуфинал | Полуфинал | Финал            | Финал     |
| Спортсмен                 | Дисциплина                               | Результат | Место | Результат | Место     | Результат        | Место     |
| ------------------------- | ---------------------------------------- | --------- | ----- | --------- | --------- | ---------------- | --------- |
| Луис Фелипе Гутьеррес     | Мужчины, 100 м, категория T13            | 10.94     | 2Q    |           |           | 11.02            | 2         |
| Луис Фелипе Гутьеррес     | Мужчины, 200 м, категория T13            | 22.35     | 2Q    |           |           | 22.24            | 5         |
| Луис Фелипе Гутьеррес     | Мужчины, прыжки в длину, категория F13   |           |       |           |           | 7.54             | 1         |
| Расьель Гонсалес Исидория | Мужчины, 100 м, категория T46            | 10.97     | 2Q    |           |           | 11.08            | 2         |
| Расьель Гонсалес Исидория | Мужчины, 200 м, категория T46            | 22.09     | 1Q    |           |           | 22.15            | 2         |
| Ариан Иснага              | Мужчины, 200 м, категория T11            | 23.77     | 3q    | DNS       | DNS       | Не прошёл        | Не прошёл |
| Ариан Иснага              | Мужчины, 400 м, категория T11            | 53.95     | 2     |           |           | Не прошёл        | Не прошёл |
| Мигель Бартелеми Саблон   | Мужчины, 400 м, категория T13            | DSQ       | DSQ   |           |           | Не прошёл        | Не прошёл |
| Мигель Бартелеми Саблон   | Мужчины, 800 м, категория T13            | 2:02.11   | 5     |           |           | Не прошёл        | Не прошёл |
| Ласаро Рашид              | Мужчины, 800 м, категория T12            | 1:56.64   | 2q    |           |           | 1:58.76          | 4         |
| Ласаро Рашид              | Мужчины, 1500 м, категория T13           | 4:10.80   | 9     |           |           | Не прошёл        | Не прошёл |
| Анхель Хименес Кабеса     | Мужчины, прыжки в длину, категория F13   |           |       |           |           | 7.14             | 2         |
| Леонардо Диас             | Мужчины, толкание ядра, категория F54—56 |           |       |           |           | 9.85 (713 pts)   | 18        |
| Леонардо Диас             | Мужчины, метание диска, категория F54—56 |           |       |           |           | 44.63 (1019 pts) | 1         |
| Леонардо Диас             | Мужчины, метание копья, категория F54—56 |           |       |           |           | 29.92            | 10        |
| Хорхе Дельгадо            | Мужчины, метание копья, категория F12—13 |           |       |           |           | 51.15            | 18        |
| Дайнерис Михан            | Женщины, 100 м, категория T12            | 12.79     | 2q    | 12.91     | 3         | Не прошла        | Не прошла |
| Омара Дуранд              | Женщины, 100 м, категория T13            | 12.10     | 1Q    |           |           | 12.00            | 1         |
| Омара Дуранд              | Женщины, 400 м, категория T13            |           |       |           |           | 55.12            | 1         |
| Юнидис Кастильо           | Женщины, 100 м, категория T46            | 11.95     | 1Q    |           |           | 12.01            | 1         |
| Юнидис Кастильо           | Женщины, 200 м, категория T46            | 24.81     | 1Q    |           |           | 24.45            | 1         |
| Юнидис Кастильо           | Женщины, 400 м, категория T46            |           |       |           |           | 55.72            | 1         |

### Пауэрлифтинг
| Спортсмен         | Дисциплина          | Результат, кг | Место |
| ----------------- | ------------------- | ------------- | ----- |
| Сезар Рубио Герра | Мужчины, до 52 кг   | 143           | 9     |
| Луис Переа Поло   | Мужчины, до 67,5 кг | 160           | 8     |

### Плавание
| Спортсмен              | Дисциплина                                             | Отбор   | Отбор | Финал     | Финал     |
| Спортсмен              | Дисциплина                                             | Время   | Место | Время     | Место     |
| ---------------------- | ------------------------------------------------------ | ------- | ----- | --------- | --------- |
| Лоренсо Перес Эскалона | Мужчины, 50 м вольным стилем, категория S6             | 29.98   | 1Q    | 30.04     | 2         |
| Лоренсо Перес Эскалона | Мужчины, 100 м вольным стилем, категория S6            | 1:10.64 | 3Q    | 1:08.01   | 3         |
| Лоренсо Перес Эскалона | Мужчины, 400 м вольным стилем, категория S6            | 5:48.86 | 10    | Не прошёл | Не прошёл |
| Юнерки Ортега          | Мужчины, 50 м вольным стилем, категория S11            | 28.34   | 12    | Не прошёл | Не прошёл |
| Юнерки Ортега          | Мужчины, 100 м на спине, категория S11                 | 1:23.32 | 14    | Не прошёл | Не прошёл |
| Юнерки Ортега          | Мужчины, 100 м брассом, категория SB11                 | 1:21.52 | 7Q    | 1:22.26   | 8         |
| Юнерки Ортега          | Мужчины, 100 м баттерфляем, категория S11              | 1:15.42 | 11    | Не прошёл | Не прошёл |
| Юнерки Ортега          | Мужчины, 200 м индивидуальный комплекс, категория SM11 | 2:45.64 | 11    | Не прошёл | Не прошёл |

### Стрельба
| Спортсмен     | Дисциплина                                 | Квалификация | Квалификация | Финал     | Финал     |
| Спортсмен     | Дисциплина                                 | Время        | Место        | Время     | Место     |
| ------------- | ------------------------------------------ | ------------ | ------------ | --------- | --------- |
| Марино Эредия | Мужчины, пневматический пистолет SH1, 10 м | 556          | 17           | Не прошёл | Не прошёл |
| Марино Эредия | Микс, пистолет SH1, 50 м                   | 493          | 26           | Не прошёл | Не прошёл |